# Космос (Павлоград)
«Космос» — український футбольний клуб з міста Павлограда Дніпропетровської області. Виступав у чемпіонатах СРСР 1981—1991, Кубку СРСР 1985/1986, чемпіонатах України 1992—1996.

## Попередні назви
- 1973—1985: «Колос»
- 1986—1995: «Шахтар».
- 1995: «Космос».

## Історія
Команда «Колос» була заснована 1973 року в селі Межиріч Павлоградського району Дніпропетровської області з ініціативи голови місцевого колгоспу Івана Обдули. 1980 року «Колос» переміг у чемпіонаті УРСР серед колективів фізичної культури і отримав статус команди майстрів.
Виступав у чемпіонатах СРСР 1981—1991, Кубку СРСР 1985/1986, чемпіонатах України. Перед другим колом сезону 1994/95 клуб «Шахтар» (Павлоград) об'єднався з аматорською командою «Космос» (Павлоград) під назвою «Шахтар» (Павлоград). Припинив виступи у 1995 році під назвою «Космос».

## Найкращі бомбардири команди за сезон
- 1981 — Олександр Новиков (19)
- 1982 — Олександр Новиков (18)
- 1983 — Олександр Новиков (32)
- 1984 — Ігор Яворський (18)
- 1985 — Олександр Новиков (12)
- 1986 — Олександр Новиков (10)
- 1987 — Олександр Вобликов (7)
- 1988 — Микола Самойленко (23)
- 1989 — Микола Самойленко (17)
- 1990 — Сергій Думенко (11)
- 1991 — Віктор Громов (26)
- 1992 — Віктор Громов (14)
- 1993 — Олександр Усатий (11)
- 1994 — Сергій Астраханцев (8), Віктор Наторов (8)
- 1995 — Віктор Демиденко (7)

## Досягнення
- Другий призер чемпіонату УРСР (2): 1983 , 1984
- Третій призер чемпіонату УРСР (1): 1982

## Всі сезони в незалежній Україні
| Сезон   | Чемпіонат     | Чемпіонат | Чемпіонат | Чемпіонат | Чемпіонат | Чемпіонат | Чемпіонат | Чемпіонат | Кубок        | Кубок | Кубок | Кубок | Кубок | Кубок | Кубок | Примітка                                      |
| Сезон   | Ліга          | Місце     | І         | В         | Н         | П         | М         | О         | Етап         | І     | В     | Н     | П     | М     | О     | Примітка                                      |
| ------- | ------------- | --------- | --------- | --------- | --------- | --------- | --------- | --------- | ------------ | ----- | ----- | ----- | ----- | ----- | ----- | --------------------------------------------- |
| 1992    | Перша         | 9 з 14    | 26        | 13        | 4         | 9         | 46−33     | 30        | 1/16 фіналу  | 2     | 1     | 0     | 1     | 2−3   | 2     | «Шахтар»                                      |
| 1992/93 | Перша         | 22 з 22   | 42        | 6         | 4         | 32        | 35−92     | 16        | 1/16 фіналу  | 4     | 2     | 1     | 1     | 7−7   | 5     | «Шахтар»                                      |
| 1993/94 | Друга         | 20 з 22   | 42        | 9         | 12        | 21        | 29−58     | 30        | 1/64 фіналу  | 1     | 0     | 0     | 1     | 0−3   | 0     | «Шахтар»                                      |
| 1994/95 | Друга         | 22 з 22   | 42        | 5         | 12        | 25        | 33−62     | 27        | 1/64 фіналу  | 1     | 0     | 0     | 1     | 0−3   | 0     | «Шахтар»                                      |
| 1995/96 | Друга Група Б | 21 з 21   | 0         | 0         | 0         | 0         | 0−0       | 0         | 1/128 фіналу | 1     | 0     | 0     | 1     | 0−1   | 0     | «Космос», знялася із змагань після 11-го туру |
| Всього  | Друга         | 2 сезони  | 84        | 14        | 24        | 46        | 62−120    | 52        | >5 сезонів   | 9     | 3     | 1     | 5     | 9−17  | 7     |                                               |
| Всього  | Перша         | 2 сезони  | 68        | 19        | 8         | 41        | 81−125    | 46        |              |       |       |       |       |       |       |                                               |